# Heterospilus ater
Heterospilus ater är en stekelart som beskrevs av Fischer 1960. Heterospilus ater ingår i släktet Heterospilus och familjen bracksteklar. Inga underarter finns listade i Catalogue of Life.